# 1854年哲學
1854年哲學事件  

## 著作
- 乔治·布尔  - 《思想法則》（The Laws of Thought）
- 亨利·戴维·梭罗, （瓦尔登湖）

## 出生
- 1月1日 - 詹姆斯·弗雷澤，社會人類學家、神話學和比較宗教學先驅，死於1941年。
- 1月24日 – 保羅·納特普 ，德國哲學家和教育家，死於1924年。
- 3月1日 - 科斯莫·瓜斯泰拉（義大利語：Cosmo Guastella），意大利哲學家，死於1922年。
- 4月17日 - 班傑明·塔克，美國哲學家，死於1939年。
- 7月23日 – 贝尔福特·巴克斯， 英國思想家和哲學家，死於1926年。
- 4月29日 - 儒勒·昂利·庞加莱，法國数学, 物理学 和科学哲学，死於1912年。[1]
- 10月28日 - 吉恩·馬力·蓋（英语：Jean-Marie Guyau），法國哲學家和作家，死於1888年。

## 死亡
- 2月27日 – 休斯·費里西耶·羅伯特·德·拉奈奈，法國神學家和哲學家，生於1782年。
- 2月28日 - 西蒙·羅德里格斯（英语：Simón Rodríguez），委內瑞拉教育家和哲學家，生於1769年。
- 8月20日 - 弗里德里希·谢林，德國哲學家，生於1775年。